# Panot Súria
El panot Súria és un paviment de forma quadrangular decorat amb una espiga del qual es desconeix l'autor. La primera referència documentada que s'ha trobat és datada del 10 de desembre del 1936. Aquest panot, autòcton de Súria, s'ha utilitzat per a l'enrajolament de la majoria de les voreres de la vila i, actualment, ja n'és un signe d'identitat del paisatge urbà.

## Descripció

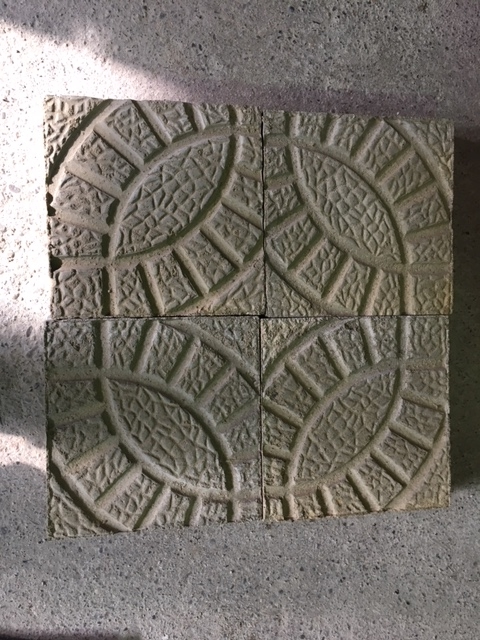
Fotos realitzades al taller Mosaics Martí de Manresa

El panot Súria és una rajola feta de sorra seca, ciment i un toc d'humitat, és monocromàtic, de color gris, sense colorants. La mida és de 20x20x4, tot i que antigament el gruix era de 2 cm. El pes de la rajola és de 5 kg mullada i uns 3,200 en sec. El panot és de canto viu i amb dos nivells de gravat, aquesta característica feia que la tasca de fabricació artesanal, des seus inicis i fins a les primeres fabricacions industrials, fos més difícil. El relleu del panot representa una espiga, nom amb que s'ha anomenat la major part del temps aquesta rajola de carrer, tot i que els antics rajolers també l'anomenaren ”rajola del peix”, per la semblança amb la forma d'aquest animal.
És un dels pocs panots que té formes geomètriques com els autèntics mosaics. Així doncs, segons la seva col·locació esdevé un quadrat o un rombe en el centre de confluència de les 4 rajoles. El disseny de la rajola i la seva correcta col·locació permeten la visualització en les voreres d'unes figures geomètriques en sanefa enllaçades i alternes.

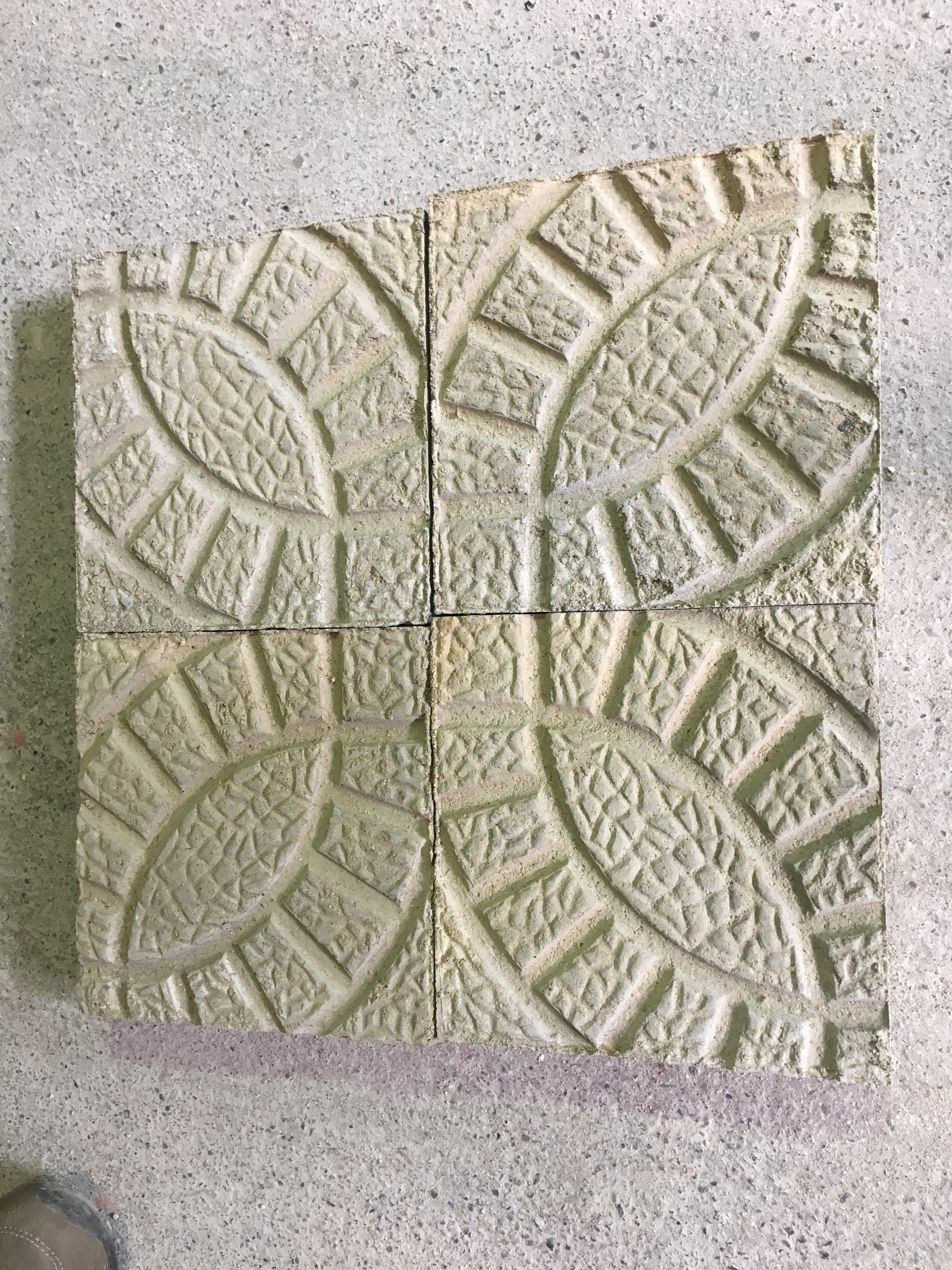

Cada rajola té la decoració sencera de l'espiga però se'n necessiten quatre per a fer la composició geomètrica que dona forma a la totalitat. Els traços de la decoració són fets a dos nivells i, a part del relleu que dona la forma, permeten la circulació de l'aigua quan plou i que els vianants no hi rellisquin, perquè la seva superfície és tota rugosa, sense espais llisos.
El disseny del panot està centrat en un element de la natura, ja sigui una espiga o un peix, i una disposició geomètrica.

## Història
El panot Súria es va començar a fabricar cap als anys 30 del segle XX en el taller de Mosaics Hidràulics de l'Amadeu Tàpia al terme de la població de Súria.

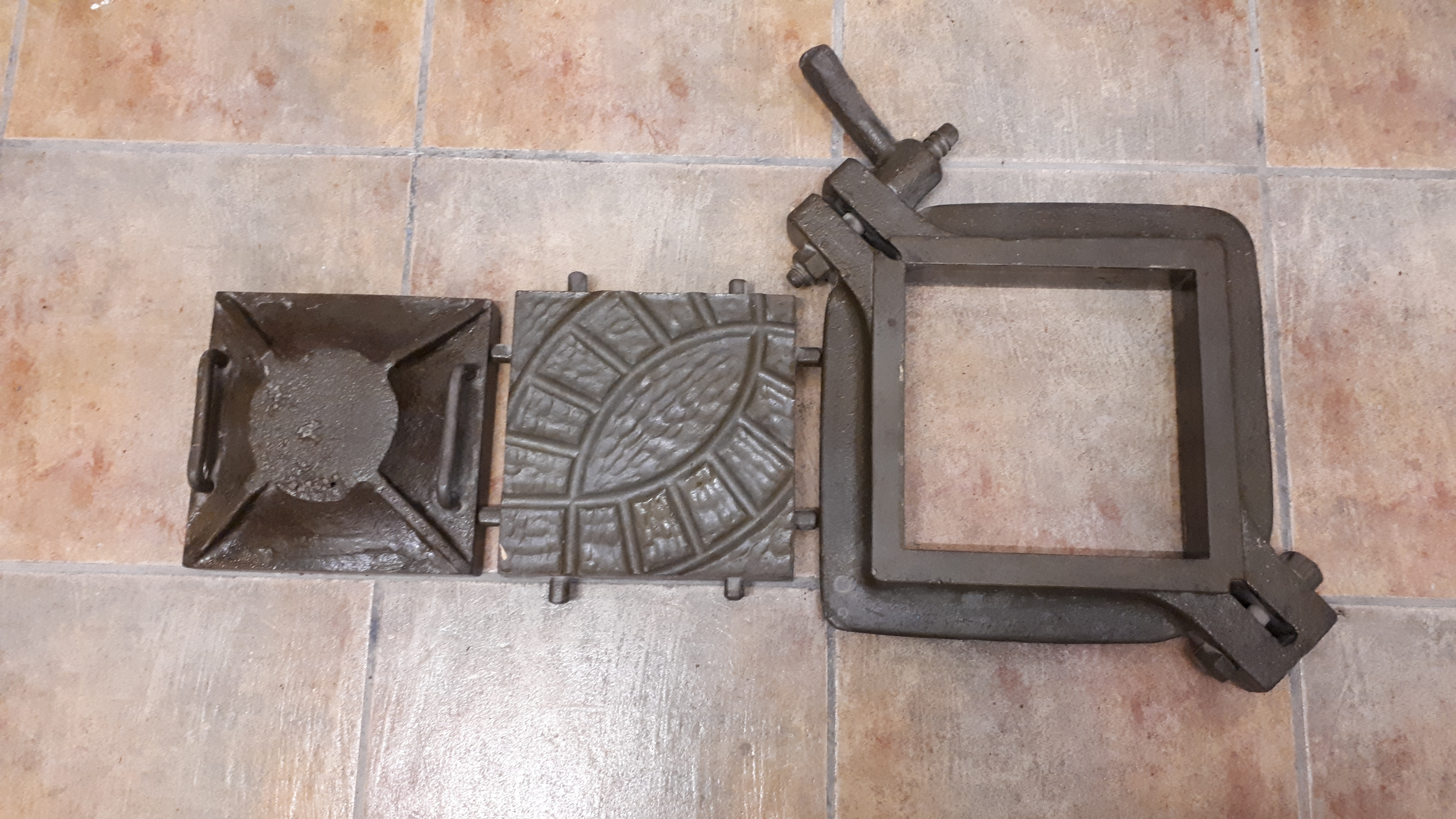
Motlle original dels primers panots a la Fàbrica de Mosaics de l'Amadeu Tàpia, al terme municipal de Súria

Segons consta en l'acta del Ple Municipal de l' Ajuntament de Súria del 10 de desembre de 1936 “Es declara el mosaic dit “Panot Espiga” l'oficial per a totes les voreres que es construeixin”. Des de llavors, aquesta rajola ha estat la utilitzada per a pavimentar la majoria de les voreres dels carrers de Súria.
Segons dades obtingudes a l'Arxiu Municipal, el senyor Amadeu Tàpia va rebre de l'Ajuntament de Súria la quantitat de 200 pessetes a compte del mosaic “Panot Espiga” construït, el 31 de desembre de 1937.
Amb el pas dels anys, i tal com consta en els tríptics actuals de promoció cultural de l'Ajuntament de Súria, el panot Espiga es va reanomenar amb el nom de la vil·la, i encara actualment se l'anomena panot Súria.
El lloc de fabricació també té un recorregut variat, es va començar a elaborar cap al 1930 a la fàbrica de l'Amadeu Tàpia i Terme a la mateixa vila de Súria, fins que aquesta fàbrica va tancar a l'any 1972.
Durant un període, fins 1983 es va manufacturar a la fàbrica de Mosaics Morros de Balsareny que distribuïa a Saur (Societat de Proveïments Urbans i Rurals SA). Aleshores, l'empresa Mosaics Martí de Manresa en reemprengué la fabricació fins a l'any 1996-97. A continuació, se'n va fer càrrec la companyia Vives de Balaguer, que va subministrar el panot a l'Ajuntament de Súria fins a l'any 2014.
Actualment, es el panot fabrica a l'empresa Panots Jiménez de Santa Eulàlia de Ronçana, que n'és la proveïdora oficial, per bé que l'Ajuntament segueix sent el propietari del motlle de fabricació.
El primer motlle de ferro que es va fer servir per a l'elaboració dels panots pertany a la família del fabricant Amadeu Tàpia.

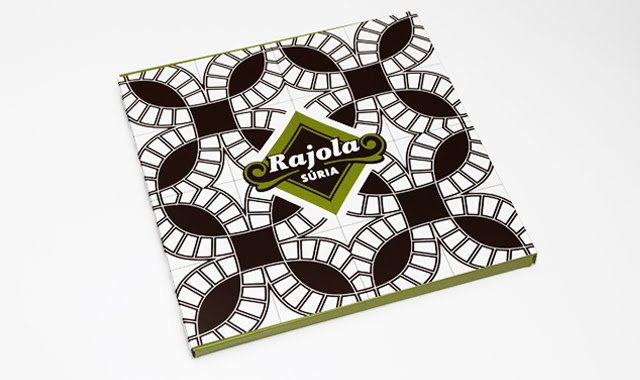
Disseny d'un embolcall inspirat en el panot

## Element de promoció turística
L'any 2006 el panot Súria va esdevenir un element de promoció turística en ser reproduïda la seva forma en una rajola de xocolata elaborada per la família Subirà de la pastisseria La Fleca de la Font. Aquest producte autòcton es va posar a la venda el 4 de novembre del 2006. Les rajoles de xocolata es comercialitzen en diferents gustos.

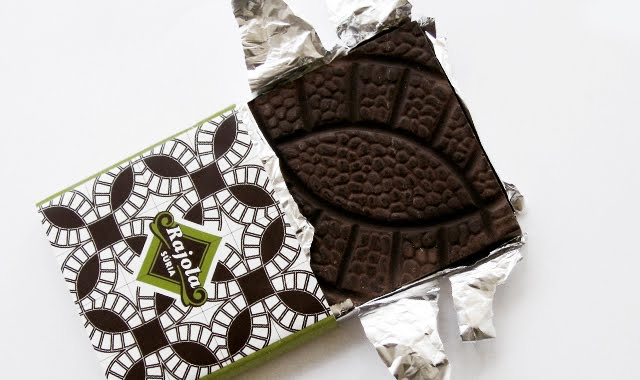
Rajola de xocolata amb el dibuix del panot Súria

El disseny gràfic de la peça es basa en una interpretació del disseny original del panot de les voreres del carrer. Jugant amb les formes i contraformes de blancs i negres, la dissenyadora Coaner Codina, va interpretar de forma sintètica el grafisme original de la peça i la va estampar amb aquest motiu a tota la superfície del conjunt.

## Actualitat
Actualment, en tota la construcció nova de les voreres i en la restauració de les antigues que s'han malmès, l'Ajuntament pavimenta amb el panot Súria com a element de paisatge urbà autòcton de la vila.